# The Shadows
A Shadows (The Shadows) 1958-ban alakult brit instrumentális rockegyüttes.

## Alapító tagjai
- Hank Marvin (szólógitár)
- Bruce Welch (ritmusgitár)
- Jet Harris (basszusgitár)
- Tony Meehan (dob)

## Története

### I. Előzmények
A Shadows története az 1950-es évek végéig, egészen pontosan 1958-ig nyúlik vissza, amikor is két fiatal gitáros, Hank Marvin (született Brian Robson Rankin) és Bruce Welch (született Bruce Cripps) Newcastle-ből elment Londonba, a 2i's Coffee Barban kaptak állást és napközben felszolgálóként dolgoztak, este pedig a bárban zenéltek. A kocsma a kor feltörekvő zenészeinek kedvelt törzshelye volt, akiknek egyike Cliff Richard (született Harry Rodger Webb) volt, és a Shadows pedig (akkor még The Drifters) gyakran kísérte őt. A bárban találkoztak Cliff Richard menedzserével is, aki felkérte Hank Marvint (a Drifters vezetőjét), hogy szerződjön le Cliff kísérőzenekarához. Hank beleegyezett azzal a feltétellel, hogy társa, Bruce Welch is jöhet, és így végül megkötötték a szerződést. Stúdióba vonultak, hogy felvegyék Cliff és a Shadows első közös számát, Move It címmel. Ezt még néhány közös szám követte, utána a Shadows külön útra lépett, de nem szakította meg minden kapcsolatát Cliff-fel; még jó néhány közös számuk megjelent, sőt még filmekben is szerepeltek együtt.

### II. 1960–1970
A Shadows átütő sikerét legelső számuk az Apache (1960. július 23.) hozta, amelyet Jerry Lordan írt, és először Bert Weedonnak akarta adni. A szám történetéről néhány szó: Jerry Lordan egyszer a metrón utazott és vele szemben ült Jet Harris (a Shadows első basszusgitárosa), és Jerry az Apache dallamát dúdolta, amire felfigyelt Jet. Jetnek nagyon tetszett, amit hallott és mondta Jerry-nek, hogy szeretné bemutatni a Shadows-nak. Meg is beszéltek egy időpontot. Jerry Lordan elment a stúdióba, ahol a Shadows készítette az első kislemezét. Az együttes éppen a Quartermasster's Stores című számon dolgozott már két és negyed órája, és háromnegyed órányi idejük maradt arra, hogy felvegyék az Apache-ot. Miután befejezték a munkát, el kellett dönteni, hogy melyik szám melyik oldalra kerüljön. Norrie Paramor (a Shadows producere) az Apache-ot a B oldalra szánta, de lánya lebeszélte róla, így került a Shadows legismertebb száma első kislemezük A oldalára. Az Apache-ot még számos nagy sláger követte (közülük többet Jerry Lordan írt), például a Frightened City (1961. május 13.), a Kon-Tiki (dal) (1961. szeptember 9.), a Wonderful Land (1962. március 3.), az Atlantis (1963) vagy a The Rise And Fall Of Flingel Bunt (1964. május 9.). A Shadows sikert sikerre halmozott, nagyon népszerűek voltak Európa-szerte, legsikeresebb évük 1964 volt.
Jet Harris 1962. április 15-én kilépett az együttesből, és helyét Brian Locking vette át, valamint ugyanebben az évben Tony Meehan helyére Brian Bennett került. Brian Locking két évig volt a Shadows-zal. 1964-ben John Rostill lett az új basszusgitáros, és egészen haláláig, 1973-ig az együttessel maradt. A Shadows 1968-ban feloszlott, de ennek ellenére megjelent még néhány kislemezük 1969-ben, és 1970-ben újra összeálltak egy nagylemez erejéig: Shades Of Rock.

### III. 1970–1980
A Shadows 1970-es ismételt feloszlása után Hank Marvin, Bruce Welch, és John Farrar ausztrál basszusgitáros létrehozta a Marvin, Welch & Farrar együttest (1970–1973), de nagyobb sikereket nem értek el. Két albumuk jelent meg: a Marvin, Welch & Farrar és a Second Opinon. 1973-ban újra összeállt az eredeti csapat, kivéve John Rostillt, aki helyett John Farrar játszott a basszusgitáron. A Rockin' With Curly Leads című albumukkal nagy sikert arattak 1973-ban, és elindultak az 1975-ös Eurovíziós Dalfesztiválon, ahol Let Me Be The One című számukkal második helyezést értek el. Ugyanebben az évben jelent meg Specs Appeal című albumuk, majd egy év kihagyás után 1977-ben jelentkeztek új albummal, melynek címe Tasty volt. Ebben az évben Alan Tarney váltotta fel a basszusgitáros John Farrart, aki végleg Kaliforniába költözött, mint Olivia Newton-John zenei producere és dalszerzője. Alan Tarney 1980-ig maradt a zenekarral. 1980 a változások éve volt: az EMI kiadótól átszerződtek a Polydorhoz (az 1980-ban megjelent Change Of Address albumuk címe is utal a kiadóváltásra), valamint csatlakozott hozzájuk Cliff Hall (szintetizátor) és az Alan Tarney távozása miatt megüresedett helyet Alan Jones vette át.

### IV. 1980–1990
Az 1980-as években háttérbe szorult a saját szerzeményű számok kiadása (egyedül az 1984-es kiadású Guardian Angel című albumon találkozhatunk nagyobb saját anyaggal), az együttes lemezeire inkább az évtized nagyobb slágereinek feldolgozásai kerültek. 1986-ban Hank Marvin Ausztráliába, Perthbe költözött, de rendszeresen visszajárt Angliába, így az albumok kiadása és a Shadows tevékenysége folytatódhatott. 1988-ban Alan Jones szörnyű közúti balesetet szenvedett, ezért helyét Mark Griffiths vette át. A Shadows 1990. december 1-én játszott utoljára együtt a színpadon a southamptoni Mayflower-ben, amikor Brian Bennett bejelentette, hogy kilép a csapatból. Utolsó albumuk is 1990-ben jelent meg, címe Reflection volt, amelyből félmillió példány kelt el. Annak ellenére, hogy a Shadows feloszlott, Hank, Bruce és Brian is aktívak maradt, külön utakon folytatták. Brian az ITV és a BBC műsoraihoz írta a zenei betéteket, Bruce producerként dolgozott (többek között Cliff Richarddal is), Hank pedig szólókarrierbe kezdett, és 8 albumot adott ki.

### V. 2004–2005
2003. július 11-én Hank Marvin, Bruce Welch és Brian Bennett bejelentette, hogy a Shadows újra összeáll egy utolsó turnéra. 2004-ben a csapat új, 2 CD-s albummal jelentkezett (Life Story), amely válogatás volt addigi slágereik közül és tartalmazott  egy új, Jerry Lordan által írt számot is(Life Story). A turné 2004. április 30-án kezdődött Scareborough-ban a Futurist Theaterben, és 2004. június 14-én ért véget Londonban, a London Palladiumban (a június 5-i cardiffi koncertről DVD-t is kiadtak). Ám a 2004-es turné mégsem az utolsó volt (tulajdonképpen az utolsó angliai turné), mivel 2005 tavaszán egy második turnéra (utolsó európai turné) indultak, és e két koncertkörúttal lezárulni látszott a Shadows lassan 50 éves története.

## Tagok
A Shadows tagjai:
|              | 1960–1962   | 1962–1964     | 1964–1973     | 1973–1975     | 1977–1979     | 1980–1988     | 1988–1990      | 2004–2005      |
| ------------ | ----------- | ------------- | ------------- | ------------- | ------------- | ------------- | -------------- | -------------- |
| Szólógitár   | Hank Marvin | Hank Marvin   | Hank Marvin   | Hank Marvin   | Hank Marvin   | Hank Marvin   | Hank Marvin    | Hank Marvin    |
| Ritmusgitár  | Bruce Welch | Bruce Welch   | Bruce Welch   | Bruce Welch   | Bruce Welch   | Bruce Welch   | Bruce Welch    | Bruce Welch    |
| Basszusgitár | Jet Harris  | Brian Locking | John Rostill  | John Farrar   | Alan Tarney   | Alan Jones    | Mark Griffiths | Mark Griffiths |
| Dob          | Tony Meehan | Brian Bennett | Brian Bennett | Brian Bennett | Brian Bennett | Brian Bennett | Brian Bennett  | Brian Bennett  |
| Billentyűs   |             |               |               |               |               | Cliff Hall    | Cliff Hall     | Warren Bennett |

## Albumok
A Shadows nagylemezei 1961–2004
|      | I.                                       | II.                              |
| ---- | ---------------------------------------- | -------------------------------- |
| 1961 | The Shadows                              |                                  |
| 1962 | Out Of The Shadows                       |                                  |
| 1964 | Dance With The Shadows                   |                                  |
| 1965 | The Sound Of The Shadows                 |                                  |
| 1966 | Shadow Music                             |                                  |
| 1967 | Jigsaw                                   | From Hank, Bruce, Brian And John |
| 1968 | Established 1958                         |                                  |
| 1970 | Shades Of Rock                           |                                  |
| 1972 | The Mustang                              |                                  |
| 1973 | Rockin' With Curly Leads                 |                                  |
| 1975 | Live At The Paris Olympia                | Specs Appeal                     |
| 1977 | 20 Golden Greats                         |                                  |
| 1977 | Tasty                                    |                                  |
| 1978 | Reunion concert (Single)                 |                                  |
| 1979 | String Of Hits                           |                                  |
| 1979 | The shadows tracks 1975–1979             |                                  |
| 1980 | Change Of Address                        | Another String Of Hits           |
| 1981 | Hits Right Up Your Street                |                                  |
| 1982 | The shadows tracks 1980–1982             |                                  |
| 1982 | Live At The Abbey Road                   | Life In The Jungle               |
| 1983 | XXV                                      |                                  |
| 1984 | Guardian Angel                           |                                  |
| 1986 | Moonlight Shadow                         |                                  |
| 1987 | Simply Shadows                           |                                  |
| 1989 | Steppin' To The Shadows                  |                                  |
| 1990 | Reflection                               |                                  |
| 1990 | The shadows 1960–1980 (1990)             |                                  |
| 1991 | Themes & Dreams                          |                                  |
| 1995 | Original Hits                            |                                  |
| 1997 | The Shadows At Abbey Road                | The Shadows collection           |
| 2000 | 50 Golden Greats                         |                                  |
| 2002 | The Very Best Of The Shadows             |                                  |
| 2003 | 20 Years Of The Shadows - Shades Of Grey |                                  |
| 2004 | Life Story                               | The Final Tour                   |

## Könyv
- Bruce Welch: Rock'n Roll, I gave you the best years of my life (Bruce Welch önéletrajza, a Shadows együttes megalakulásának és fénykorának történetével)

## Emlékzenekarok
- The Shades
- Hundows
- A The Shadow Hungary Band hivatalos weblapja[halott link]
- The Foottappers weblapja
- A Live Guitar Project weblapja